# Agonopterix conterminella
Agonopterix conterminella — вид метеликів родини плоских молей (Depressariidae).

## Поширення
Вид поширений на більшій частині Європи, в Північній Азії (на схід до Японії) та в Північній Америці. Присутній у фауні України.

## Опис
Розмах крил становить 18-21 мм.

## Спосіб життя
Метелики літають з червня по вересень. Активні вночі. Личинки живляться кінцевими пагонами різних видів верби. Заляльковується у коконі в детриті або землі в червні-липні.